# Collectie Cooreman
De Collectie Cooreman is een private kunstverzameling van het Belgische echtpaar Wilfried en Yannicke Cooreman.

## Toelichting
De beeldendekunstverzameling van het echtpaar Cooreman uit Puurs bevat toonaangevende werken van kunstenaars vanaf eind jaren 70 toen de popart en de conceptuele kunst op hun retour waren en toen elke kunstenaar een eigen beeldtaal ging ontwikkelen. De Cooremans startten met aankopen van kunst van jonge destijds nog vrij onbekende kunstenaars, vaak nog voor de aanvang van hun internationale doorbraak. Als criterium tot aankoop gold hun persoonlijke voorkeur voor dat bepaalde kunstwerk en niet zozeer het beleggingsvoordeel. Hun eerste aankoop betrof een werk van Pierre Caille. De persoonlijk contacten met kunstenaars en galeriehouders verrijkten hun leven.
In hun collectie zijn werken terug te vinden van Franz West, Thomas Schütte, Art & Language, Jean-Marc Bustamante, Jan Vercruysse, Lucy McKenzie, Gregor Schneider, Robert Kusmirowski. De Cooremans gaven een deel van hun collectie in bruikleen aan het Eindhovense Van Abbemuseum en het MAC's in Hornu.
In de zomer van 2009 liep er in het Museum Dhondt-Dhaenens in Deurle een tentoonstelling met werken uit de Collectie Cooreman.